# Набэсима Наотомо (1798—1864)
Набэсима Наотомо (яп. 鍋島 直与, 16 июня 1798 — 7 декабря 1864) — японский даймё периода Эдо, 8-й правитель княжества Хасуноикэ (1816—1845), исследователь рангаку.

## Биография
Родился в замке Сага как седьмой сын Набэсимы Харусигэ, 9-го даймё Саги. В 1805 году он был усыновлён своим родственником Кумасиро Наооки (праправнуком Набэсимы Мицусигэ), и сменил своё имя на Кумасиро Наоёси (神代直珍). В 1815 году его старший брат, Набэсима Наомити, был лишён наследства от своего приёмного отца, Набэсимы Наохару, 7-го даймё Хасуноикэ, и вместо него Наоёси стал преемником, изменив своё имя на Набэсима Наотомо (鍋島直与), а Кэнсай, третий сын старшего брата Набэсимы Наринао, унаследовал главенство семьи Кумасиро. В 1816 году Наотомо стал новым даймё в возрасте 17 лет в связи с уходом на покой Набэсимы Наохару.
В 1845 году Наотомо передал княжество своему старшему сыну Набэсиме Наотаде. 7 декабря 1864 году Набэсима Наотомо умер в замке Хасуикэ (ныне город Сага).

## Семья
Первая жена, Цуруко (1802—1822), вторая дочь Хино Сукэнори. Вторая жена, Суйко, дочь Нидзё Харутаки. Её сын, Набэсима Наотада, старший сын. Четвёртый сын от наложницы, Исии Тадами, приёмный сын Исии Киётики.